# Hindreus
Genre
Hindreus est un genre d'opilions eupnois de la famille des Phalangiidae.

## Distribution
Les espèces de ce genre sont endémiques du Congo-Kinshasa.

## Liste des espèces
Selon World Catalogue of Opiliones (29/04/2021) :
- Hindreus crucifer Kauri, 1985
- Hindreus elegans Kauri, 1985
- Hindreus leleupi (Roewer, 1961)

## Publication originale
- Kauri, 1985 : « Opiliones from Central Africa. » Annalen Zoologische Wetenschapen, vol. 245, p. 1–168.